# Lepilemur grewcockorum
Lepilemur grewcockorum  (лат.) — вид лемуров из семейства Лепилемуровые. Эндемик Мадагаскара. Видовое название получил в честь Билла и Бернис Грюкоков, оказавших помощь в проведении полевых исследований лемуров.

## Классификация
Изначально был назван Lepilemur grewcocki, однако в 2009 году видовое название было сочтено некорректным и изменено на Lepilemur grewcockorum. Также в 2009 году было обнаружено, что вид Lepilemur manasamody является младшим синонимом этого вида.

## Описание
Средних размеров лепилемур. Шерсть серая, на нижней челюсти и верхней части морды светло-розовая, на макушке тёмная полоса, продолжающаяся до спины. Брюхо и грудь светло-серые или белые. Вес около 780 грамм, длина тела в среднем 24,8 см, длина хвоста в среднем 28,5 см.

## Распространение
Встречается в северо-западном Мадагаскаре в районе городка Аньямангирана, к югу от реки Махаямба и к северу от рек Суфиа и Маэварану.